# Luigi De Agostini
Luigi De Agostini est un footballeur italien, né le 7 avril 1961 à Udine.

## Carrière
- 1978-1982 : Udinese Calcio  Italie
- 1981-1982 : AC Trente  Italie
- 1982-1983 : US Catanzaro  Italie
- 1983-1986 : Udinese Calcio  Italie
- 1986-1987 : Hellas Vérone  Italie
- 1987-1992 : Juventus FC  Italie
- 1992-1993 : Inter Milan  Italie
- 1993-1995 : AC Reggiana  Italie[1]

## Palmarès

### En équipe nationale
- 36 sélections et 4 buts avec l'équipe d'Italie entre 1987 et 1991
- Troisième de la Coupe du monde 1990 avec l'équipe d'Italie

### En club
- Vainqueur de la Coupe de l'UEFA en 1990 avec la Juventus
- Vainqueur de la Coupe d'Italie en 1990 avec la Juventus
- Champion d'Italie de Serie B en 1979 avec l'Udinese
- Vainqueur de la Coupe Mitropa en 1980 avec l'Udinese